# Friant, California
Friant, California (енгл. Friant) насељено је место без административног статуса у америчкој савезној држави Калифорнија.

## Демографија
По попису из 2010. године број становника је 509, што је 10 (-1,9%) становника мање него 2000. године.
| Група             | 2000.       | 2010.       |
| Белци             | 438 (84,4%) | 404 (79,4%) |
| Афроамериканци    | 0 (0,0%)    | 4 (0,8%)    |
| Азијати           | 10 (1,9%)   | 7 (1,4%)    |
| Хиспаноамериканци | 52 (10,0%)  | 63 (12,4%)  |
| Укупно            | 519         | 509         |